# 梶山敏弘
梶山 敏弘（かじやま としひろ）は、日本の打楽器奏者・ボーカリスト・作詞家・作曲家。兵庫県尼崎市出身。

## 経歴
大阪市に生まれ、兵庫県尼崎市で育つ。大学進学とともに上京し、在学中にジャズを歌い始める。その後1989年にアメリカ・ニューヨークに渡り、多くのクラブやイベント（アジア太平洋系アメリカ人文化遺産フェスティバルなど）でパフォーマンスを重ねる。この頃からアシコやシェケレといったアフリカの打楽器や作詞・作曲も手がけるようになる。
2002年、日本へ演奏基盤を移すため帰国し、その3年後に第24回浅草ジャズコンテストのボーカル部門グランプリを獲得。2012年には、CD「Sky and Sea」をリリースした。